# Hanns Kräly
Hanns Kräly (16 de enero de 1884  – 11 de noviembre de 1950), conocido en los Estados Unidos como Hans Kraly, fue un guionista y actor cinematográfico alemán.

## Biografía

### Primeros años como actor
Nacido en Hamburgo, Alemania, su verdadero nombre era Jean Kräly, y comenzó su carrera como actor en 1903 trabajando en Stendal. En septiembre de 1904 actuaba en Elbląg, y en 1905 en Magdeburgo. A partir de 1906 utilizó el nombre de Hanns Kräly, actuando en Guben (temporada 1906/07), Kaiserslautern (1907/08) y como actor y cantante, en la Berliner Studienhaus (1909/10).
En la capital empezó en 1910 su trayectoria como actor cinematográfico (Der fesche Tiroler), dando fin a su actividad teatral. En sus inicios trabajó como dramaturgo del productor Paul Davidson y de su compañía de producción, la Projektions-AG Union (PAGU). Entre sus principales actividades entre 1912 y 1914 figuraban las revisiones de los guiones de filmes dirigidos por Urban Gad para PAGU, y en los cuales actuaba Asta Nielsen: Die Kinder des Generals, Die Filmprimadonna, Engelein, Das Feuer y Weiße Rosen. En la comedia de Gad Engelein, Käly hizo el papel del tutor.

### Progreso como guionista
En 1913 Kräly coincidió con Ernst Lubitsch, pues ambos actuaban en la película de Carl Wilhelm Die Firma heiratet. Para el film de Lubitsch Aufs Eis geführt, Kräly escribió en 1915 por vez primera un guion propio. Como guionista y actor de PAGU, en 1916 colaboró en Schuhpalast Pinkus (1916), de Ernst Lubitsch, trabajando a partir de entonces con dicho director. Entre las comedias más destacadas de la pareja figura la sátira sobre los nuevos ricos americanos Die Austernprinzessin (1919). Kräly escribió guiones con temas exóticos e históricos, y preparando tentadores papeles lascivos para la actriz polaca Pola Negri, entre ellos los filmes Die Augen der Mumie Ma, Carmen (ambos de 1918), Madame Dubarry (1919) y Sumurun (1920), con los cuales la intérprete alcanzó reconocimiento internacional.
Por invitación de Mary Pickford, Ernst Lubitsch llegó a finales de 1922 a los Estados Unidos. En julio de 1923 le siguió Hanns Kräly. Con Rosita (1923), ambos cineastaas ayudaron a Pickford a deshacerse de su imagen de niña mujer. Pickford quedó decepcionada con el trabajo, pero Lubitsch y Kräly (a partir de entonces conocido como Hans Kraly) continuaron su trabajo para la recién creada MGM. Tras Forbidden Paradise (1924) y Old Heidelberg (1927), con el estilo conocido como Toque Lubitsch, las contribuciones de Kräly no fueron muy destacadas, aunque escribió el guion de películas no rodadas por Lubitsch, como The Eagle (1925), con Rodolfo Valentino como protagonista, o de cintas dirigidas por Sidney Franklin, en las cuales aparecía su sentido del humor característico. La última película muda de Lubitsch, Eternal Love (1929), marcó el fin de su cooperación. En ese mismo año escribió los guiones de dos filmes de Greta Garbo, y en 1931 dejó MGM.
Entre 1933 y 1942 Hanns Kräly trabajó para diferentes estudios cinematográficos. Aunque 100 Mann und ein Mädchen (1937) fue una película de éxito, Kräly hubo de finalizar su carrera escribiendo la historia de un film de horror de bajo presupuesto. En sus últimos años hubo de ganarse la vida trabajando como conserje en Los Ángeles.
Hanns Kräly falleció en Los Ángeles, California, en 1950.

## Premios y distinciones
Premios Óscar
| Año  | Categoría       | Película                            | Resultado |
| ---- | --------------- | ----------------------------------- | --------- |
| 1929 | Mejor argumento | El patriota                         | Ganador   |
| 1929 | Mejor argumento | El último adiós a la señora Cheyney | Nominado  |

## Filmografía

### Guionista
| - 1915: Aufs Eis geführt - 1915: Die Klabriaspartie - 1916: Schuhpalast Pinkus - 1917: Eine Walzernacht - 1917: Das fidele Gefängnis - 1918: Nach zwanzig Jahren - 1918: Verlorene Töchter - 1918: In Sachen Marc Renard - 1918: Die Augen der Mumie Ma - 1918: Carmen - 1918: Meyer aus Berlin - 1918: Das Mädel vom Ballett - 1918: Der Fall Rosentopf - 1918: Doktor Palmore - 1918: Fantasie des Aristide Caré - 1918: Ich möchte kein Mann sein - 1918: Der gelbe Schein - 1918: Der Prozess Hauers - 1918: Die drei van Hells - 1919: Meine Frau, die Filmschauspielerin - 1919: Hundemamachen - 1919: Schieberchen und Co - 1919: Komtesse Dolly - 1919: Die Austernprinzessin - 1919: Das rosa Trikot - 1919: Das Grand Hotel Babylon - 1919: Das Caviar-Mäuschen - 1919: Madame Dubarry - 1919: Die Fahrt ins Blaue - 1919: Die Puppe - 1919: Monica Vogelsang - 1919: Rausch - 1920: Die Wohnungsnot - 1920: Sumurun - 1920: Arme Violetta - 1920: Anna Boleyn - 1920: Kohlhiesels Töchter - 1920: Romeo und Julia im Schnee - 1921: Die Bergkatze | - 1922: Das Weib des Pharao - 1922: Die Flamme - 1923: Alles für Geld - 1923: Bohème - 1923: Rosita - 1923: Das Paradies im Schnee - 1923: Black Oxen - 1924: Komödianten des Lebens - 1924: Three Women - 1924: Forbidden Paradise - 1924: Her Night of Promise - 1925: The Eagle - 1925: His Sister from Paris - 1925: Kiss Me Again - 1926: So This Is Paris - 1926: The Duchess of Buffalo - 1926: Kiki - 1927: Quality Street - 1927: Old Heidelberg - 1928: The Patriot - 1928: The Garden of Eden - 1929: Amor eterno - 1929: Betrayal - 1929: Wild Orchids - 1929: The Last of Mrs. Cheyney - 1929: The Kiss - 1929: Devil-May-Care - 1930: Lady of Scandal - 1930: A Lady's Morals - 1930: Die Sehnsucht jeder Frau - 1931: Private Lives - 1933: My Lips Betray - 1933: By Candlelight - 1935: Broadway Gondolier - 1937: One Hundred Men and a Girl - 1939: Broadway Serenade - 1941: It Started with Eve - 1941: West Point Widow - 1942: The Mad Ghoul |

### Actor
| - 1910: Der fesche Tiroler - 1912: Wie sich das Kino rächt - 1912: Pantoffelhelden - 1912: Das Mädchen ohne Vaterland - 1914: Engelein - 1914: Die Firma heiratet - 1916: Engeleins Hochzeit | - 1916: Schuhpalast Pinkus - 1917: Eine Walzernacht - 1917: Prinz Sami - 1917: Der papierene Peter - 1917: Der Erdstrommotor - 1919: Meine Frau, die Filmschauspielerin |

### Ayudante de dirección
- 1918: Das Tagebuch des Dr. Hart